# Ibn Fadlân

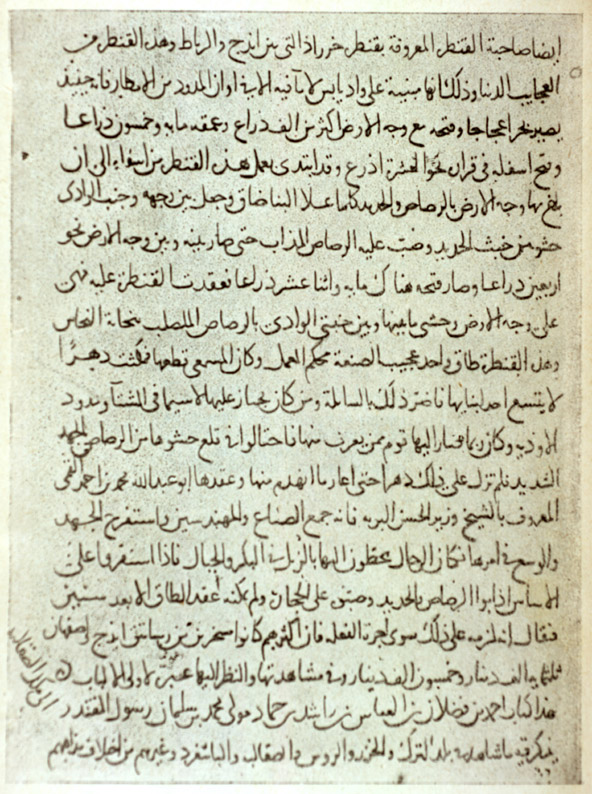

Ahmad ibn-al-'Abbas ibn Rashid ibn-Hammad ibn-Fadlan, en arabe : أحمد ابن العباس ابن راشد ابن حماد ابن فضلان (’Aḥmad ’ibn ’al-ʿAbbās ’ibn Rāšid ’ibn Ḥammād ’ibn Faḍlān), est un lettré irakien du Xe siècle qui a laissé un récit de ses voyages comme membre de l’ambassade du Calife de Bagdad au roi des Proto-Bulgares de la Volga.

## Ambassade
Ibn Fadlân part de Bagdad en 921 comme secrétaire d’un ambassadeur du Calife abbasside Al-Muqtadir à Almış au Khanat bulgare de la Volga, à propos de la route commerciale de la Volga.
Le but de l’ambassade visait à obtenir du khan des Bulgares de la Volga un hommage au calife, en échange d’argent pour la construction d’une forteresse. Partie de Bagdad le 12 juin 921, l’ambassade passa par Boukhara, Khwarizm (au sud de la mer d'Aral), Jurjaniya (où ils passèrent l’hiver), au nord de l’Oural avant d’arriver, après maintes difficultés, chez les Proto-Bulgares aux trois lacs de la Volga au nord de Samara le 12 mai 922. Cette mission fut un échec car ils ne réussirent pas à collecter l’argent destiné au khan qui, irrité de ne pas recevoir la somme promise pour le financement de fortifications contre les Khazars, refusa de passer du rite hanéfite au rite chaféite de Bagdad. Après son arrivée à Bolğar, Ibn Fadlân se rendit à Wisu où il consigna ses observations sur le commerce entre les Proto-Bulgares de la Volga et les tribus finnoises locales.

## LesRūs’
Ibn Fadlân consacre une partie non négligeable de son récit à la description d’un peuple qu’il nomme les Rūs’ (روس) ou Rūsiyyah identifiés par la majorité des érudits comme étant les Varègues, ce qui ferait de son récit un des premiers portraits des Vikings.
Les Rūs’ sont présentés comme des commerçants tenant négoce sur les rives proches du camp bulgare. Ils sont décrits comme tatoués du cou jusqu’aux pieds avec des motifs d’arbre et d’autres figures. Il note avec étonnement qu’ils se peignaient les cheveux chaque jour, Je n'ai jamais vu corps plus parfaits que les leurs. Par leur taille, on dirait des palmiers. Ils sont blonds et de teint vermeil. Ils ne portent ni tuniques ni caftans mais un vêtement qui leur couvre un côté du corps et leur laisse une main libre. Chacun d'eux a avec lui une hache, un sabre et un couteau, et ne quitte rien de ce que nous venons de mentionner [...] Ce sont les plus malpropres des créatures de Dieu", note-t-il.
Il a également décrit en grand détail l’enterrement d’un de leurs chefs de clan comprenant un sacrifice humain.
Cette impression contredit celle du voyageur perse Ibn Rustah.

## Dans la culture populaire
Ibn Fadlân est le personnage principal du roman de Michael Crichton, Le Royaume de Rothgar, sorti en 1976, qui s'inspire largement des écrits d'Ibn Fadlân. En 1999, le roman est adapté en film sous le titre Le 13e Guerrier ; Ibn Fadlân y est interprété par Antonio Banderas.